# Canoagem nos Jogos Olímpicos de Verão de 2024 - C-2 500 m masculino
A competição do C-2 500 m masculino da canoagem de velocidade nos Jogos Olímpicos de Verão de 2024 foi realizada no Estádio Náutico de Vaires-sur-Marne, na Ilha de França, em 6 e 8 de agosto de 2024. Um total de 26 canoístas de 13 Comitês Olímpicos Nacionais (CON) participaram do evento.

## Qualificação
Cada CON poderia qualificar apenas um barco no C-2 500 metros masculino. Um total de 13 vagas estavam disponíveis, alocadas através do Campeonato Mundial de Canoagem de Velocidade de 2023, torneios continentais (uma cada para Ásia, África, Europa, Américas e Oceania), além de vagas por realocação, universalidade ou convite.
As vagas de qualificação foram concedidas ao CON, não necessariamente aos canoístas que obtiveram as vagas.

## Formato
A canoagem de velocidade utiliza um formato de quatro fases para eventos com pelo menos 11 barcos, com eliminatórias, quartas de final, semifinais e finais. Os detalhes para cada fase dependem de quantos barcos estejam inscritos para a competição.
O percurso é um trajeto de águas tranquilas com 9 metros de largura. O nome do evento descreve o formato particular da canoagem de velocidade. O formato "C" significa uma canoa, na qual o canoísta fica ajoelhado e utiliza um único remo para remar e dirigir (em oposição ao caiaque, em que o canoísta fica sentado, utiliza dois remos e tem um leme operado pelo pé). O "2" é o número de canoístas em cada barco. Os "500 metros" são a distância da prova.

## Calendário
Horário local (UTC+2)
| Dia         | Horário | Fase             |
| ----------- | ------- | ---------------- |
| 6 de agosto | 10:30   | Eliminatórias    |
| 6 de agosto | 13:50   | Quartas de final |
| 8 de agosto | 11:20   | Semifinais       |
| 8 de agosto | 13:20   | Finais           |

## Medalhistas
| Ouro   | CHN Liu Hao e Ji Bowen                   |
| Prata  | ITA Gabriele Casadei e Carlo Tacchini    |
| Bronze | ESP Joan Antoni Moreno e Diego Domínguez |

## Resultados

### Eliminatórias
Os dois primeiros barcos em cada bateria avançam diretamente para as semifinais e os restantes para as quartas de final.
Bateria 1
| Pos. | Raia | Canoístas                        | CON                             | Tempo   | Notas |
| ---- | ---- | -------------------------------- | ------------------------------- | ------- | ----- |
| 1    | 8    | Zakhar Petrov Alexey Korovashkov | AIN Atletas Individuais Neutros | 1:38.65 | SF    |
| 2    | 4    | Gabriele Casadei Carlo Tacchini  | ITA Itália                      | 1:39.17 | SF    |
| 3    | 3    | Jacky Godmann Isaquias Queiroz   | BRA Brasil                      | 1:39.38 | QF    |
| 4    | 5    | Balázs Adolf Jonatán Hajdu       | HUN Hungria                     | 1:40.02 | QF    |
| 5    | 7    | Ilie Sprîncean Oleg Nuță         | ROU Romênia                     | 1:40.84 | QF    |
| 6    | 6    | Peter Kretschmer Tim Hecker      | GER Alemanha                    | 1:41.58 | QF    |
| 7    | 2    | Max Brown Grant Clancy           | NZL Nova Zelândia               | 2:22.09 | QF    |

Bateria 2
| Pos. | Raia | Canoístas                          | CON             | Tempo   | Notas  |
| ---- | ---- | ---------------------------------- | --------------- | ------- | ------ |
| 1    | 5    | Liu Hao Ji Bowen                   | CHN China       | 1:37.40 | OB, SF |
| 2    | 6    | Joan Antoni Moreno Diego Domínguez | ESP Espanha     | 1:37.78 | SF     |
| 3    | 4    | Petr Fuksa Martin Fuksa            | CZE Chéquia     | 1:41.49 | QF     |
| 4    | 3    | Loïc Léonard Adrien Bart           | FRA França      | 1:44.00 | QF     |
| 5    | 7    | Sergey Yemelyanov Timur Khaidarov  | KAZ Cazaquistão | 1:45.94 | QF     |
| 6    | 2    | Manuel António Benilson Sanda      | ANG Angola      | 1:51.53 | QF     |

### Quartas de final
Os três primeiros barcos em cada bateria avançam para as semifinais; os restantes avançam para a Final B (fora da chance por medalhas).
Quartas de final 1
| Pos. | Raia | Canoístas                      | CON               | Tempo   | Notas |
| ---- | ---- | ------------------------------ | ----------------- | ------- | ----- |
| 1    | 5    | Jacky Godmann Isaquias Queiroz | BRA Brasil        | 1:38.78 | SF    |
| 2    | 3    | Ilie Sprîncean Oleg Nuță       | ROU Romênia       | 1:40.00 | SF    |
| 3    | 4    | Loïc Léonard Adrien Bart       | FRA França        | 1:45.24 | SF    |
| 4    | 6    | Manuel António Benilson Sanda  | ANG Angola        | 1:49.00 | FB    |
| 5    | 2    | Max Brown Grant Clancy         | NZL Nova Zelândia | 2:24.09 | FB    |

Quartas de final 2
| Pos. | Raia | Canoístas                         | CON             | Tempo   | Notas |
| ---- | ---- | --------------------------------- | --------------- | ------- | ----- |
| 1    | 6    | Peter Kretschmer Tim Hecker       | GER Alemanha    | 1:39.94 | SF    |
| 2    | 4    | Balázs Adolf Jonatán Hajdu        | HUN Hungria     | 1:40.95 | SF    |
| 3    | 5    | Petr Fuksa Martin Fuksa           | CZE Chéquia     | 1:41.02 | SF    |
| 4    | 3    | Sergey Yemelyanov Timur Khaidarov | KAZ Cazaquistão | 1:44.03 | FB    |

### Semifinais
Os quatro primeiros barcos em cada bateria avançam para a Final A; os restantes avançam para a Final B.
Semifinal 1
| Pos. | Raia | Canoístas                          | CON                             | Tempo   | Notas |
| ---- | ---- | ---------------------------------- | ------------------------------- | ------- | ----- |
| 1    | 5    | Zakhar Petrov Alexey Korovashkov   | AIN Atletas Individuais Neutros | 1:39.57 | FA    |
| 2    | 2    | Balázs Adolf Jonatán Hajdu         | HUN Hungria                     | 1:39.83 | FA    |
| 3    | 3    | Jacky Godmann Isaquias Queiroz     | BRA Brasil                      | 1:39.95 | FA    |
| 4    | 4    | Joan Antoni Moreno Diego Domínguez | ESP Espanha                     | 1:40.23 | FA    |
| 5    | 6    | Loïc Léonard Adrien Bart           | FRA França                      | 1:40.98 | FB    |

Semifinal 2
| Pos. | Raia | Canoístas                       | CON          | Tempo   | Notas |
| ---- | ---- | ------------------------------- | ------------ | ------- | ----- |
| 1    | 5    | Liu Hao Ji Bowen                | CHN China    | 1:40.83 | FA    |
| 2    | 6    | Peter Kretschmer Tim Hecker     | GER Alemanha | 1:41.58 | FA    |
| 3    | 4    | Gabriele Casadei Carlo Tacchini | ITA Itália   | 1:41.59 | FA    |
| 4    | 2    | Petr Fuksa Martin Fuksa         | CZE Chéquia  | 1:42.69 | FA    |
| 5    | 3    | Ilie Sprîncean Oleg Nuță        | ROU Romênia  | 1:43.42 | FB    |

### Finais
Na Final A são decididos os medalhistas.
Final B
| Pos. | Raia | Canoístas                         | CON               | Tempo   | Notas |
| ---- | ---- | --------------------------------- | ----------------- | ------- | ----- |
| 9    | 4    | Ilie Sprîncean Oleg Nuță          | ROU Romênia       | 1:43.80 |       |
| 10   | 5    | Loïc Léonard Adrien Bart          | FRA França        | 1:43.82 |       |
| 11   | 3    | Sergey Yemelyanov Timur Khaidarov | KAZ Cazaquistão   | 1:46.75 |       |
| 12   | 6    | Manuel António Benilson Sanda     | ANG Angola        | 1:55.74 |       |
| 13   | 2    | Max Brown Grant Clancy            | NZL Nova Zelândia | 2:31.04 |       |

Final A
| Pos.              | Raia | Canoístas                          | CON                             | Tempo   | Notas |
| ----------------- | ---- | ---------------------------------- | ------------------------------- | ------- | ----- |
| Medalha de ouro   | 4    | Liu Hao Ji Bowen                   | CHN China                       | 1:39.48 |       |
| Medalha de prata  | 2    | Gabriele Casadei Carlo Tacchini    | ITA Itália                      | 1:41.08 |       |
| Medalha de bronze | 1    | Joan Antoni Moreno Diego Domínguez | ESP Espanha                     | 1:41.18 |       |
| 4                 | 5    | Zakhar Petrov Alexey Korovashkov   | AIN Atletas Individuais Neutros | 1:41.27 |       |
| 5                 | 6    | Peter Kretschmer Tim Hecker        | GER Alemanha                    | 1:41.62 |       |
| 6                 | 3    | Balázs Adolf Jonatán Hajdu         | HUN Hungria                     | 1:41.66 |       |
| 7                 | 8    | Petr Fuksa Martin Fuksa            | CZE Chéquia                     | 1:41.83 |       |
| 8                 | 7    | Jacky Godmann Isaquias Queiroz     | BRA Brasil                      | 1:42.58 |       |